# Budelière
Budelière är en kommun i departementet Creuse i regionen Nouvelle-Aquitaine i de centrala delarna av Frankrike. Kommunen ligger i kantonen Chambon-sur-Voueize som tillhör arrondissementet Aubusson. År 2022 hade Budelière 713 invånare.

## Befolkningsutveckling
Antalet invånare i kommunen Budelière
Referens:INSEE